# Хосе Давид Чапарро
Хосе Давид Чапарро Мартінес (ісп. Jose David Chaparro Martinez; 25 листопада 1966, Сан-Кристобаль) — венесуельський політик, дипломат, правник і підприємець.

## Біографія
Представник династії політиків-демократів. Син Хосе Теодоміро Чапарро Пеньюели, співзасновника партії Демократична дія. На початку 1990-х років приїхав в Україну, вивчав міжнародне право в Інституті міжнародних відносин, який закінчив в 1996 році. Вільно володіє українською і російською мовами. В 1993 році заснував в Україні юридичну фірму Amica Veritas. В 1995 році закінчив університет Феррари, бакалавр фінансового права. Після повернення у Венесуелу працював в Управлінні стратегічного планування, де серед іншого організував перший візит Президента Уго Чавеса в Росію. У 2001—2005 роках — повірений у справах Венесуели в Москві. З 2001 року — консул Венесуели в Росії. З 2004 року — член Санкт-Петербузької академії природничих наук. У 2005 році закінчив аспірантуру Дипломатичної академії МЗС РФ і здобув ступінь доктора юридичних наук.
У 2005 році заснував міжнародну мережу з торгівлі нафтою і природним газом Transcontinental Capital, яка займається будівництвом нафтових об'єктів, бурінням свердловин і видобутком нафти та супутнього нафтового газу. З 2007 році — виконавчий директор інвестиційної компанії в Австрії. У 2013 році заснував компанію Latin Defense Group, яка займається ремонтом і модернізацією обладнання для авіації та сухопутних військ: вертольотів, літаків, танків, радіолокаційних і антидронових систем.
У 2022 році, після початку російського вторгнення в Україну, вступив в Інтернаціональний легіон територіальної оборони України і очолив невеликий загін українських добровольців, який займається відновленням зруйнованих російськими військами міст і допомогою постраждалим мешканцям.